# Toponymie en Afrique du Sud
La toponymie en Afrique du Sud, dominée en partie par des noms à consonance anglaise, afrikaans et nrebele, est en pleine évolution depuis 1994 et l'avènement du premier gouvernement national non racial.
À la fin des années 1990, le processus de changement toponymique est relativement lent et globalement confiné aux noms de provinces et de bâtiments publics (aéroports). Il s'est accéléré au début des années 2000 alors qu'en même temps, les tensions montaient dans les townships contre le gouvernement national mais surtout contre les élites locales à de nombreuses reprises accusées de corruption ou d'incompétence notamment pour réduire la misère et la criminalité.

## Processus de changement toponymique en Afrique du Sud
Le choix des noms de lieux s'effectue à trois niveaux : 
- au niveau local : une administration, une municipalité ou une province demande qu'un bâtiment officiel, un aéroport, une ville ou une province soient rebaptisés.
- cette demande est transmise au Conseil géographique des Noms sud-africains (il existe une branche provinciale compétente également) lequel vérifie que la procédure de consultation publique a été respectée, que l'ancien nom était diviseur, inadapté ou qu'il existait un nom africain antérieur, afin de faire une recommandation au ministre des arts et de la culture.
- le ministre des arts et de la culture valide ou pas la recommandation et à partir de là, un délai de 30 jours est offert pour que les opposants puissent faire valoir leurs revendications devant un tribunal. Le délai une fois passé ou les recours refusés, le changement de nom est officialisé.

Dans les faits, cette procédure est plus ou moins respectée. Le Conseil a globalement adopté une définition large des noms insultants ou préexistants et le ministre n'a presque jamais refusé une recommandation positive. Par ailleurs, le conseil des noms a pris lui-même l'initiative et demandé aux gouvernements locaux de faire des propositions.
En 2010, le ministère de la culture a déclaré que le SA Geographical Names Council avait approuvé en 14 ans le changement de noms de 849 lieux notamment des villes, des zones résidentielles ou des banlieues. La plupart des nouveaux noms approuvés étaient à consonance sotho du Sud (188 noms), xhosa (128), Setswana (118), Venda (88) et anglais (62). Seulement 28 nouveaux noms étaient à consonances afrikaans, soit un peu plus que ceux à consonance Tsonga (23) et ndébélé (7). Un tiers des 328 noms changés entre 2000 et 2010 étaient à consonances afrikaans contre 3 % des nouveaux noms adoptés. Les statistiques démontrent que la plupart des changements toponymiques avaient eu lieu dans la province du Limpopo (318) suivie de celle du Mpumalanga (136), du Cap-Oriental (134), du Nord-Ouest (127), du KwaZulu-Natal (54), du Cap-Occidental (35), du Gauteng (31), de l'État libre (8) et du Cap-Nord (6).
Plusieurs de ces changements n'ont cependant été réalisé qu'au niveau administratif ou ont été long à concrètement s'appliquer dans les faits.
En l'état actuel, voici une liste non exhaustive des changements toponymiques intervenus par ancienne province depuis 1994 :

## Changements toponymiques au Transvaal
Le Transvaal a été démantelé en 4 provinces au terme des négociations constitutionnelles : Limpopo, Mpumalanga, Nord-Ouest et Gauteng

### Limpopo
Baptisée Transvaal du nord puis en 1995, Province du nord, cette province afrikaner a pris le nom de Limpopo en 2001. 
Elle a été la première à procéder à un changement global et simultané des noms de villes, villages, cours d'eau... Plusieurs de ces changements ne sont cependant que théoriques ou non encore validés. La population, selon ses préférences, se réfère toujours à l'un ou l'autre nom. La ville de Polokwane est symboliquement un exemple caractéristique où les habitants blancs et métis et les entreprises ou institutions fréquentées majoritairement pas des blancs et métis (écoles, églises, commerces) utilisent toujours la dénomination Pietersburg.
Voici la liste des lieux du Limpopo rebaptisés (ancien nom cité en premier) :
- Pietersburg :Polokwane
- Potgietersrus : Mokopane (du nom du chef Makapan)
- Nylstroom : Modimolle ("place des esprits")
- Warm Baths/Warmbad : Bela Bela (nom indigène préexistant)
- Messina : Musina
- Louis Trichardt : Makhado (changement de nom annulé par décision de justice)
- Dendron : Mogwadi
- Bochum : Senwa Barwana
- Ellisras : Lephalale
- Hoedspruit: Marulaneng
- Soekmekaar : Morbeng
- Duiwelskloof : Modjadji
- Edinburgh : Akani Village
- Burgersfort : (suggestion)
- Groblersdal : (suggestion)

En mai 2005, les fleuves suivants ont reçu l'aval du Conseil géographique des noms pour être rebaptisés: 
- Olifant's River : Lepelle-Nkumpi
- Koedoes River : Modketzi
- Hout River : Mogwadi
- Dwars River : Mononono
- Brandboontjies River : Mosukudutzi
- Blood River : Mulaudzi
- Sand River : Polokwane

### Gauteng
Dans le Gauteng, le nom de la ville afrikaner de Verwoerdburg, appelé ainsi en l'honneur du premier ministre Hendrik Verwoerd considéré comme le principal architecte de l'apartheid, était offensant pour les populations noires. Les autorités municipales prirent d'elle-même l'initiative de procéder au changement de nom en 1995 bien que l'application pratique (panneaux...) pris plusieurs années pour être effectif. 
- Verwoerdburg : Centurion (rebaptisé dès 1995)
- quartier de Triomf : Sophiatown (retour au nom d'origine en janvier 2006)

L'Aéroport international Jan Smuts a porté le nom d'Aéroport international de Johannesburg de 1995 à 2006 et depuis cette date celui d'aéroport international O.R. Tambo.

### Mpumalanga
L'ancien Transvaal de l'Est est devenu le Mpumalanga en 1995. Les lieux suivants devraient ou ont été rebaptisés mais l'application concrète de ces changements de nom n'est pas toujours réalisée : 
- Nelspruit : Mbombela
- Witbank : Emalahleni
- Lydenburg : Mashishing
- Sabie : Enjabulweni  (suggestion)
- Standerton : Sakhile (suggestion)
- Kriel : Kwanala (signifie "abondance" en zoulou) - suggestion
- Malelane : Malalane (guerrier Swazi)- suggestion
- Grootboom : Mangcuzu (en l'honneur du roi Swazi Mangcuzu Dlamini)- suggestion
- Kameelrivier village : Babethu (suggestion)
- Schoemansdal : Kamatsamo (en l'honneur du Prince Matsamo Shongwe)- suggestion
- Mgobodzi village : KaMawewe (en l'honneur du Prince Mawewe Mkhatshwa)- suggestion
- Tweedronk : Zibhebhuville (en mémoire de l'activiste Zibhebhu Nyembe) - suggestion
- Ackerville : Thomas Mahlanguville (en mémoire d'un activiste de l'ANC) - suggestion
- Eerstehoek : Ekulindeni (en zoulou, signifie "lieu d'attente")- suggestion
- Kafferskraal : Ezimbuthumeni (suggestion)
- Boesmanspruit : Waterval (suggestion)
- Kafferskraalkop : Endlulamithini (suggestion)
- Boesmanskraal : Empangeleni (suggestion)
- Paayzynpan : Ditlhagane (suggestion)
- Ebersnake : Edludluma (suggestion)
- Hectorspruit : Emjejane (suggestion)
- Kwaggafontein : Somphalali (suggestion)
- Blyde River : Motlatsi (adopté en 2005 mais aucune application concrète)
- Louis' Creek : Ekhandizwe (suggestion)
- Krokodil River : Umgwenya (suggestion)
- Buffelspruit village :Mhlambanyatsi (suggestion)
- Kwarrielaagte : Ntwane (suggestion)
- Haartebeespruit : Moloto (suggestion)
- Treur River : Sefogane River (2005)

### Province du Nord-Ouest
- Potchefstroom : Tlokweng (proposition)
- Mafikeng : Mahikeng (les dirigeants locaux ont parfois oublié qu'un nouveau nom avait été adopté pour désigner l'ancienne Mafeking[2]).

## Changements toponymiques au Natal
La réunion du Natal avec le zoulouland a donné naissance en 1994 au KwaZulu-Natal. 
Les lieux suivants pourraient être rebaptisés : 
- Durban : le projet de voir la ville prendre le nom de sa métropole, "eThekwini", semble abandonné
- Stanger : Kwa Dukuza (les deux noms sont utilisés)
- Amanzimtoti : Proposition de la ligue de jeunesse de l'ANC de rebaptiser cette ville "Andrew Zondo" pour rendre hommage à un ancien activiste de l'ANC, condamné à mort pour un attentat ayant tué 5 personnes, commis le 23 décembre 1985 dans un centre commercial de la ville[3].
- Aéroport Louis Botha : Aéroport international de Durban (1995)

## Changements toponymique dans l'État libre d'Orange
Le nom de la province de l'État libre d'Orange a été abrégé en État-Libre (Free State) en 1995, abréviation déjà utilisée couramment depuis des décennies pour désigner cette ancienne république boer.
Il y avait 100 municipalités dans l'ancien État libre d'Orange (dont l'un sur quatre était contrôlée par le Parti conservateur d'Afrique du Sud. Depuis 2000, ce nombre a été réduit à 25 par fusion-concentration. Elles sont toutes dominées par l'ANC. En novembre 2005, plusieurs d'entre elles et deux rivières ont été proposées pour un nouveau nom mais aucun changement n'a été effectué: 
- Brandfort : Winnie Mandela (2021)
- Bloemfontein : Thabure (nom du cheval d'un chef Basotho) suggestion
- Harrismith : Mengkhoaneng (suggestion)
- Fouriesburg : Fothane (suggestion)
- Senekal : Kuretlele (suggestion)
- Ficksburg : Joalabeholo (suggestion)
- Ladybrand : Mabolela(suggestion)
- Clocolan : Hlohloloane(suggestion)
- Sand River : Tikoe (suggestion)
- Vet River : Tikoane (suggestion)

L'Aéroport JBM Hertzog a porté le nom d'Aéroport international de Bloemfontein de 1995 à 2012 et depuis cette date celui d'aéroport international Bram Fischer.

## Province du Cap

### Province du Cap-Oriental
La province du Cap-Oriental n'a pas été débaptisée faute de trouver un autre nom consensuel alors que le Cap de Bonne-Espérance, au nom duquel elle fait référence, est situé dans la province du Cap-Occidental.
Plusieurs villes ont été rebaptisées ou proposées pour un nouveau toponyme : 
- Berlin :  Ntabozuko (2021)
- Bisho : Bhisho (2004)
- Engcobo : Ngcobo (2004)
- Grahamstown/Grahamstad : Makhanda (2018)
- Idutywa : Dutywa (2004)
- King William's Town : Qonce (2021)
- Maclear:  Nqanqarhu (2021)
- Port Elizabeth : Gqeberha (2021)
- Queenstown : Komani (2016)
- Umtata : Mthata (2004)
- Uitenhage : Kariega (2021)
- Adélaïde: Khobonqaba (suggestion)
- Cala : Kala (suggestion)
- Cradock: Kaladokhwe (suggestion)
- East London : Monti ou Gompo (suggestion)
- Whittlesea: Hewu (suggestion)

Les aéroports locaux ont été rebaptisés dès 1995 : 
- Aéroport Hendrik Verwoerd : Aéroport International de Port Elizabeth
- Aéroport Ben Schoeman : Aéroport d'East London
- Aéroport K. D. Matanzima : Aéroport de Mthatha

### Province du Cap-Occidental
- George : Outeniqua du nom de la chaine montagneuse qui forme l’arrière-plan de la Ville (suggestion oublié)
- Mossel Bay : Gouriqua (suggestion oublié)
- Oudtshoorn : Attaqua (suggestion oublié)

Les aéroports suivants ont été rebaptisés dès 1995 : 
- Aéroport DF Malan : Aéroport international du Cap
- Aéroport P.W. Botha : Aéroport de George

### Province du Cap-Nord
- Aéroport B.J. Vorster : Aérodrome de Kimberley (1995)
- Aéroport Pierre van Ryneveld : Aéroport d'Upington (1995)

## Critiques
Ce sont les noms afrikaners qui ont été principalement victimes des changements toponymiques jusqu'à parfois disparaitre quasi totalement de la carte provinciale (Limpopo). Depuis peu, les noms anglophones sont visés. En conséquence, le doute s'installe dans la communauté blanche à propos de la pérennité de leur place en Afrique du Sud et de la réalité de l'existence d'une nation multiraciale et multiculturelle. Ainsi, de plus en plus de blancs, notamment afrikaners, en sont venus à parler de véritable nettoyage ethnique entrepris par les membres de l'ANC. Pour l'écrivain André Brink, « le régime a décidé que seule l’ANC avait une histoire dans ce pays » notant que « personne de sensé n’aurait souhaité perpétuer les noms insultants, témoins de l’étroitesse d’esprit et du racisme du passé, mais l’actuelle folie de changement de noms atteinte de myopie historique, si ce n’est de paranoïa, devient une insulte à l’état d’esprit qui a rendu possible cette nouvelle disposition ».